# 伯冷 (精靈)
伯冷（魯凱語：Belen、Beleng），是存在於台灣魯凱族西魯凱群、下三社群等部落中的一種介於神靈與精靈之間的概念。

## 傳說
各個部落都有關於伯冷的傳說，其中比較主要的有兩種：
- 精靈論：主要存在於西魯凱群的傳統信仰中，族人認為伯冷一是種擬人化且擁有情緒的精靈，會巫師會再師法的時候向祂們祈求法力，好茶部落的巫師主要祈求祂來治療病人[1]；霧台部落的巫師則認為伯冷是人界和靈界間的媒介（iviki），平常會養在自己的胡蘆（taliuru）裡，需要施法的時候才會將其從裡面請出來，施法的過程中如果發生如打噴嚏、放屁、講不乾淨的話等不敬行為，伯冷會生氣而消失，巫師則會生重病，除非得到其的原諒才能康復，而伯冷平常住的葫蘆必須在蒂頭的地方開一個孔，平常沒有施法的時候不能任意碰觸[2]。
- 神靈論：在多納部落的觀念中，伯冷被視為「神」的泛稱，包括祖靈、惡靈等都隸屬於伯冷的範疇中，部落的神話中某位伯冷在遠古時候將兩種穀物的種子賜給部落中Thagilatan家的祖先，由該家傳給後代子孫，因此居民必須在作物收成後向Thagilatan家納貢，感謝神賜給他們種子，並祈求神保佑居民作物豐收，否則神會使人類無法種植和收穫[3][4]。

## 其他
多納部落的伯冷傳說很有可能是用來合理化頭目收取貢賦的權力。